# Mistrzostwa Świata Strongman 2012
Mistrzostwa Świata Strongman 2012 – 35. edycja dorocznych, indywidualnych zawodów strongman, o statusie oficjalnych mistrzostw globu.

## Rundy kwalifikacyjne
WYNIKI KWALIFIKACJI:
Data: 24, 25, 26, 27 września 2012 r.
Miejsce: Los Angeles  Stany Zjednoczone
Do finału kwalifikuje się dwóch najlepszych zawodników z każdej grupy.
Grupa 1
| Miejsce | Zawodnik            | Kraj              | Punkty |
| ------- | ------------------- | ----------------- | ------ |
| 1.      | Žydrūnas Savickas   | Litwa             | 31,5   |
| 2.      | Jean-François Caron | Kanada            | 29     |
| 3.      | Derek Poundstone    | Stany Zjednoczone | 27,5   |
| 4.      | Mateusz Baron       | Polska            | 15     |
| 5.      | Jack McIntosh       | Wielka Brytania   | 13     |
| 6.      | Frankie Scheun      | Południowa Afryka | 10     |

Grupa 2
| Miejsce | Zawodnik                 | Kraj              | Punkty |
| ------- | ------------------------ | ----------------- | ------ |
| 1.      | Hafthór Júlíus Björnsson | Islandia          | 29,5   |
| 2.      | Mike Jenkins             | Stany Zjednoczone | 26     |
| 3.      | Nick Best                | Stany Zjednoczone | 21     |
| 4.      | Eddie Hall               | Wielka Brytania   | 19     |
| 5.      | Sebastian Kurek          | Polska            | 15     |
| 6.      | Akos Nagy                | Węgry             | 13,5   |

Grupa 3
| Miejsce | Zawodnik         | Kraj              | Punkty |
| ------- | ---------------- | ----------------- | ------ |
| 1.      | Brian Shaw       | Stany Zjednoczone | 27,5   |
| 2.      | Johannes Årsjö   | Szwecja           | 27     |
| 3.      | Martin Wildauer  | Austria           | 23,5   |
| 4.      | Michaił Koklajew | Rosja             | 22     |
| 5.      | Lauri Nami       | Estonia           | 16     |
| 6.      | Chris Gearing    | Wielka Brytania   | 10     |

Grupa 4
| Miejsce | Zawodnik            | Kraj              | Punkty |
| ------- | ------------------- | ----------------- | ------ |
| 1.      | Vytautas Lalas      | Litwa             | 29     |
| 2.      | Ervin Katona        | Serbia            | 23     |
| 3.      | Louis-Philippe Jean | Kanada            | 21     |
| 4.      | Jerry Pritchett     | Stany Zjednoczone | 18     |
| 5.      | Graham Hicks        | Wielka Brytania   | 17,5   |
| 6.      | Ole Martin Hansen   | Norwegia          | 16,5   |

Grupa 5
| Miejsce | Zawodnik              | Kraj              | Punkty |
| ------- | --------------------- | ----------------- | ------ |
| 1.      | Terry Hollands        | Wielka Brytania   | 30     |
| 2.      | Krzysztof Radzikowski | Polska            | 27,5   |
| 3.      | Mike Burke            | Stany Zjednoczone | 24     |
| 4.      | Alex Moonen           | Holandia          | 19     |
| 5.      | James Fennelly        | Irlandia          | 18,5   |
| 6.      | Eben Le Roux          | Australia         | 10     |

## Finał[1]
FINAŁ - WYNIKI KOŃCOWE
Data: 30 września, 1 października 2012 r.
Miejsce: Los Angeles  Stany Zjednoczone
| Miejsce | Zawodnik                 | Kraj              | Punkty              |
| ------- | ------------------------ | ----------------- | ------------------- |
| 1.      | Žydrūnas Savickas        | Litwa             | 49                  |
| 2.      | Vytautas Lalas           | Litwa             | 44,5                |
| 3.      | Hafthór Júlíus Björnsson | Islandia          | 42,5                |
| 4.      | Brian Shaw               | Stany Zjednoczone | 40                  |
| 5.      | Mike Jenkins             | Stany Zjednoczone | 38,5                |
| 6.      | Krzysztof Radzikowski    | Polska            | 32,5                |
| 7.      | Terry Hollands           | Wielka Brytania   | 28,5 (kontuzjowany) |
| 8.      | Jean-François Caron      | Kanada            | 21,5                |
| 9.      | Johannes Årsjö           | Szwecja           | 19,5                |
| 10.     | Ervin Katona             | Serbia            | 9,5 (kontuzjowany)  |